# Мишар-Юрматы
Мишар-Юрматы — древнемадьярский род в составе башкир племени Юрматы.

## Родовые подразделения
Родовые подразделения (ара): магар, сункэ, бакай.

## Этническая история
Башкиры рода мишар-юрматы являются далекими потомками оторвавшейся от племени мегуер группы древних венгров и влившейся в состав племени Юрматы. Время мадьярской инкорпорации в состав юрматынцев установить трудно, но, судя но историческим преданиям и другим косвенным данным, это произошло сравнительно поздно, во всяком случае незадолго до миграции племени Юрматы с западных земель на Урал. Однако исторически это вполне объяснимо, так как Юлиан застал венгров на Волге ещё в XIII века и, следовательно, завершение ассимиляции венгерских групп в башкирской среде могло относиться лишь к XIV—XV векам.

## История расселения
К моменту присоединения Башкортостана к Русскому государству мишар-юрматынский род, судя по историческим преданиям и другим источникам, уже существовал.